# Prescrição de exercício
A prescrição de exercício geralmente se refere ao plano específico de atividades relacionadas à aptidão que são projetadas para uma finalidade especificada, que geralmente é desenvolvida por um especialista em aptidão ou reabilitação para o cliente ou paciente. Devido às necessidades e interesses específicos e únicos do cliente/paciente, o objetivo da prescrição de exercícios deve ser focado na motivação e na personalização do mesmo, aumentando assim a probabilidade de alcançar objetivos com êxito.

## Encaminhamento do paciente
No Reino Unido, existe um protocolo chamado "Exercício com receita médica" ou "Referência ao exercício", no qual os médicos podem prescrever exercícios para pessoas com condições que os beneficiam, como asma, depressão ou obesidade. A iniciativa visava particularmente diminuir a taxa de doenças cardíacas. Os padrões nacionais para tais iniciativas dos médicos foram estabelecidos pelo Departamento de Saúde em 2001. O exercício de prescrição visa evitar a deterioração das condições e considera o exercício como uma medida preventiva de saúde. Aulas de ginástica ou uma atividade na academia local estão disponíveis mediante receita a um preço reduzido para pessoas que possam se beneficiar delas. O objetivo é facilitar que as pessoas sigam as orientações de seus médicos sobre fazer mais exercícios ou perder peso. Tais medidas preventivas esperam levar a economias para o Serviço Nacional de Saúde.
Pesquisadores na Nova Zelândia também discutiram os benefícios da referência ao exercício por médicos do país. Na Nova Zelândia, isto é conhecido como prescrição verde, enquanto nos Estados Unidos uma iniciativa semelhante é conhecida como Exercise is Medicine. Uma prescrição verde é uma referência dada por um médico ou enfermeiro a um paciente, com metas de exercício e estilo de vida descritos. O termo, usado por profissionais de saúde na Nova Zelândia, é paralelo às prescrições usuais dadas aos pacientes para medicamentos e enfatiza a importância do exercício para melhorar sua condição e não depender de drogas. A prescrição verde é escrita depois de discutir as questões e os objetivos da consulta. Estudos demonstraram que um aumento no exercício, uma melhor sensação de bem-estar e uma diminuição na pressão sanguínea resultam do uso do método. Não foi demonstrado um risco diminuído de doença cardíaca coronária . Isso foi demonstrado em dois estudos, um de Swinburn (1998), que pesquisou pacientes em Auckland e Dunedin. O outro foi Elley (2003) e foi realizado em 42 práticas na mesma região da Nova Zelândia.
Os médicos clínicos gerais gostam da ideia, pois formalizam o que estão dizendo ao paciente sobre como as mudanças no estilo de vida são necessárias (Swinburn, 1997).  Anteriormente, não havia educação suficiente dos clínicos gerais sobre a prescrição de exercícios, comparada à educação sobre medicamentos e procedimentos, embora a necessidade de prescrever com confiança o exercício aumente conforme as evidências que demonstram seus benefícios. Se não estiverem confiantes ou em casos mais difíceis, os clínicos gerais podem consultar os fisiologistas do exercício, fisioterapeutas ou especialistas em medicina esportiva e de exercícios.
Pesquisas na Austrália sugeriram que um programa de prescrição de exercícios seria muito benéfico e muitos fisioterapeutas da UTI já estão realizando essa prática, no entanto, não existem padrões nacionais para governar como essa prática é administrada, portanto há uma grande variedade de maneiras pelas quais isso é administrado, visto que maior pesquisa é necessária.

## Recomendações de exercícios
De acordo com a Exercise and Sport Science Australia, uma quantidade mínima de 210 minutos de exercícios de intensidade moderada ou 125 minutos de exercícios de intensidade vigorosa devem ser realizados por semana. O exercício deve incluir treinamento aeróbico e de resistência. Para maiores benefícios à saúde, o exercício deve ser realizado regularmente, com um intervalo de dois dias entre as sessões de treinamento.

### Idosos
Pesquisas descobriram que ter uma rotina de exercícios bem planejada pode beneficiar muito os idosos. Reduz os riscos de doença cardíaca coronária, diabetes mellitus e resiliência à insulina, hipertensão e obesidade, além de grandes melhorias na densidade óssea e na massa muscular.

## Desenvolvimento do programa de exercícios
A prescrição de exercícios é projetada para modular variáveis agudas de programas de exercícios para criar as adaptações desejadas pelo indivíduo ou esporte. Com a prescrição de exercícios aeróbicos, o tipo de exercício, a duração do exercício, a frequência e a duração são ajustados. Para a prescrição de treinamento resistido, o tipo de exercício, o volume total da sessão, período de descanso, frequência e intensidade são determinados. A prescrição de alongamento e outras atividades também é comumente vista. A prescrição do exercício pode ser dividida em 5 componentes: 
- Tipo de exercício ou atividade (por exemplo, caminhada, natação, ciclismo)
- Cargas de trabalho específicas (por exemplo, quilos, velocidade de caminhada) [14]
- Duração e frequência da atividade ou sessão de exercícios
- Diretrizes de intensidade - Faixa da frequência cardíaca alvo (THR) e taxa estimada de esforço percebido (EPR) [15]
- Precauções com relação a certas preocupações ortopédicas  ou comentários relacionados